# Seiichiro Kashio
Seiichiro Kashio (jap. 柏尾誠一郎), född 2 januari 1892 i Osaka, död 6 september 1962, var en japansk tennisspelare.
Seiichiro Kashio är främst känd som den ene av de två första tennisspelare från Japan som vunnit medalj i en olympisk tennisturnering. Det skedde i de Olympiska sommarspelen i Antwerpen år 1920 som Kashio tillsammans med landsmannen Ichiya Kumagae vann silvermedalj i dubbel. I den mycket jämna finalmatchen mot det brittiska paret Oswald Turnbull/Max Woosnam förlorade japanerna med 2-6, 7-5, 5-7, 5-7.
Kashio deltog i det japanska Davis Cup-laget år 1923 tillsammans med Zenzo Shimizu och Masanosuke Fukuda. Kashio spelade därvid två dubbelmatcher. Laget besegrade Kanada i semifinalen i den amerikanska zonen. Mötet ägde rum i Montreal och spelades på gräs. Japanerna vann med 5-0. I dubbelmatchen besegrade Kashio tillsammans med Shimizu det kanadensiska paret Crocker/Wright med siffrorna 6-1, 6-2, 6-2. I den efterföljande zonfinalen, som spelades mot ett australiskt lag i Chicago, förlorade japanerna med 1-4. Australierna James Outram Anderson/John Hawkes vann dubbelmatchen över Kashio/Shimizu med 6-1, 6-2, 6-2.
Den legendariske amerikanske tennisspelaren Bill Tilden omnämner ett antal av Japans främsta tennisspelare i sin bok "The Art of Lawn Tennis". Seiichiro Kashio räknas där av Tilden som en av de stora internationella japanska tennisspelarna, dock inte av fullt samma klass som Zenzo Shimizu och Ichiya Kumagae.